# Chlorotettix balli
Chlorotettix balli är en insektsart som beskrevs av Henry Fairfield Osborn 1898. Chlorotettix balli ingår i släktet Chlorotettix och familjen dvärgstritar. Inga underarter finns listade i Catalogue of Life.